# الجريف (السياني)

تعديل مصدري - تعديل

الجريف محلة تابعة لقرية سالفون، التابعة لعزلة المجزع بمديرية السياني إحدى مديريات محافظة إب في الجمهورية اليمنية.، بلغ تعداد سكانها 155 حسب تعداد اليمن لعام 2004.